# Zagora (région croate)
Pour les articles homonymes, voir Zagora.

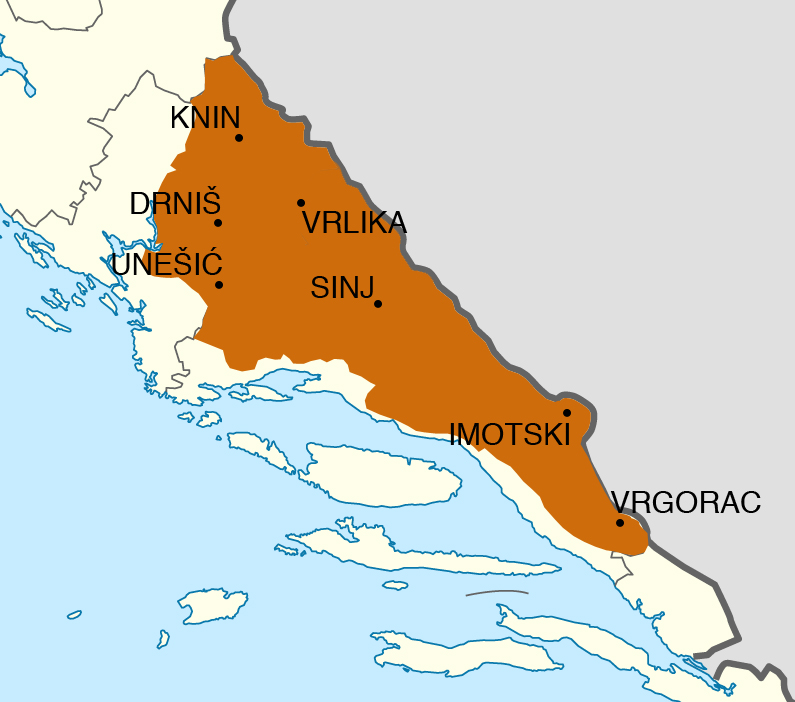
La Zagora en Dalmatie

La Zagora est une région située à l'intérieur des terres de Dalmatie, en Croatie. Le mot Zagora signifie « derrière les collines ». La Zagora s'étend sur une partie des comitats de Split-Dalmatie et de Šibenik-Knin.

## Nature
La Zagora est sèche et couverte de maquis (makija) sur la partie proche de la côte et plus verte à l'intérieur des terres en gagnant en altitude et quand le climat se refroidit. Le Karst est la formation géologique caractéristique de la Zagora. 
Les principales rivières de la Zagora sont la Krka, la Čikola et la Cetina. Le Parc national de Krka est situé dans la Dalmatinska Zagora.

## Implantation humaine
La région, principalement agricole, a subi l'exode rural durant les derniers siècles. Les villes les plus importantes de la Dalmatinska Zagora sont Drniš, Vrlika, Sinj, Vrgorac, Trilj et Imotski.
La Dalmatinska Zagora est traversé par la route nationale D1 qui vient de Zagreb, traversant la Lika et passant par Knin et Sinj, et par l'autoroute A1 qui passe par Zadar puis Benkovac et dessert la Zagora via les sorties de Dugopolje et jusqu'à Ploče.
La voie ferrée lie Zagreb à Knin, Knin à Zadar et à Perković où elle se sépare entre une ligne desservant Šibenik et une desservant Split.